# Пам'ятки історії Здолбунівського району
У Здолбунівському районі Рівненської області нараховується 48 пам'яток історії.
| №  | Назва                                                                                     | Адреса                                                      |
| -- | ----------------------------------------------------------------------------------------- | ----------------------------------------------------------- |
| 1  | Братська могила радянських воїнів та пам'ятник воїнам-землякам                            | с. Білашів                                                  |
| 2  | Пам'ятник воїнам-землякам                                                                 | с. Богдашів                                                 |
| 3  | Братська могила радянських воїнів                                                         | с. Борщівка Перша                                           |
| 4  | Пам'ятник воїнам-землякам                                                                 | с. Будераж                                                  |
| 5  | Пам'ятник воїнам-землякам                                                                 | с. Буща                                                     |
| 6  | Пам'ятник воїнам-односельчанам                                                            | с. Глинськ                                                  |
| 7  | Група могил воїнів радянської армії                                                       | с. Здовбиця, громадське кладовище                           |
| 8  | Пам'ятник воїнам-землякам                                                                 | с. Здовбиця                                                 |
| 9  | Братська могила жертв фашизму                                                             | м. Здолбунів, вул. Грушевського                             |
| 10 | Братська могила жертв фашизму                                                             | м. Здолбунів, вул. Старомильська                            |
| 11 | Братська могила радянських воїнів                                                         | м. Здолбунів, вул. Міцкевича,22                             |
| 12 | Братська могила радянських воїнів                                                         | м. Здолбунів, громадське кладовище, вул. 8 Березня          |
| 13 | Меморіал Воїнської Слави                                                                  | м. Здолбунів, міський парк                                  |
| 14 | Будинок, де проживав Герой Радянського Союзу партизан-розвідник М. Т. Приходько           | м. Здолбунів, вул. 8 Березня, 12                            |
| 15 | Братська могила радянських воїнів                                                         | с. Івачків                                                  |
| 16 | Пам'ятник воїнам-землякам                                                                 | с. Копиткове                                                |
| 17 | Братська могила радянських воїнів та пам'ятник воїнам-землякам                            | с. Кунин                                                    |
| 18 | Братська могила радянських воїнів та активістів                                           | с. Мала Мощаниця                                            |
| 19 | Пам'ятник воїнам-землякам та жертвам УБН                                                  | с. Мала Мощаниця                                            |
| 20 | Могила рядового С. В. Грязнова                                                            | с. Мар'янівка                                               |
| 21 | Братська могила радянських воїнів та жертв УБН                                            | с-ще Мізоч                                                  |
| 22 | Пам'ятник борцям за радянську владу                                                       | с-ще Мізоч                                                  |
| 23 | Пам'ятник воїнам-землякам                                                                 | с. Миротин                                                  |
| 24 | Могили радянських воїнів                                                                  | с. Новосілки                                                |
| 25 | Пам'ятник воїнам-землякам                                                                 | с. Новосілки                                                |
| 26 | Братська могила радянських воїнів                                                         | с. Півче                                                    |
| 27 | Пам'ятник воїнам-землякам                                                                 | с. Півче                                                    |
| 28 | Братська могила жертв фашизму                                                             | с. Святе                                                    |
| 29 | Пам'ятник воїнам-землякам і жертвам УБН                                                   | с. Спасів                                                   |
| 30 | Пам'ятник воїнам-землякам                                                                 | с. Ступно                                                   |
| 31 | Пам'ятник радянським воїнам, воїнам-землякам та жертвам УБН                               | с. Урвенна                                                  |
| 32 | Пам'ятник воїнам-землякам                                                                 | с. Дермань Перша                                            |
| 33 | Пам'ятник радянським воїнам та землякам                                                   | с. Дермань Друга                                            |
| 34 | Братська могила воїнів польської армії                                                    | м. Здолбунів, вул. 8 Березня                                |
| 35 | Джерело Святого Миколая                                                                   | с. Гільча-І (в центрі села), урочище Святого Миколая        |
| 36 | Братська могила радянських воїнів                                                         | с. Орестів                                                  |
| 37 | Могила невідомого льотчика радянської армії                                               | с-ще Мізоч, біля приміщення залізничного вокзалу            |
| 38 | Пам'ятник воїнам-землякам                                                                 | с-ще Мізоч, центр                                           |
| 39 | Пам'ятник першим механізаторам                                                            | с. Здовбиця                                                 |
| 40 | Могила червоноармійця Корчагіна                                                           | с. Цурків                                                   |
| 41 | Могила поета-комсомольця М.Максися                                                        | с. Дермань Друга                                            |
| 42 | Могили бійців армії УНР                                                                   | м. Здолбунів, цвинтар на вул. Вили                          |
| 43 | Могила генерала УПА, начальника штабу УПА — «Північ» С. С. Ступницького («Гончаренко»)    | с. Дермань Друга                                            |
| 44 | Пам'ятник Радянським воїнам                                                               | м. Здолбунів, вул. Гончара (на місці колишнього концтабору) |
| 45 | Братська могила російських воїнів                                                         | м. Здолбунів вул. Вили, громадське кладовище                |
| 46 | Пам'ятний знак Уласу Самчуку                                                              | с. Дермань, на території Дерманської гімназії               |
| 47 | Меморіальна дошка на честь проведення конференції поневолених народів Сходу Європи й Азії | с. Будераж, на приміщенні школи                             |
| 48 | Пам'ятний знак на честь 675 річниці першої писемної згадки про Дермань                    | с. Дермань                                                  |